# Jesu dåb
Jesu dåb står beskrevet i alle fire evangelier. Alle fire steder står der, at det var Johannes Døberen, som døbte Jesus i Jordanfloden. Da Jesus var blevet døbt, dalede Helligånden ned fra himlen som/ligesom/i legemlig skikkelse som en due. Samtidig hørtes der en røst fra himlen, der sagde: Dette er min elskede søn, i ham har jeg fundet velbehag (Mark kap.1 v. 11), og Du er min søn. I dig har jeg fundet velbehag (Luk kap.3 v.22)(Matt kap.3 v.17).